# Levon Aronjan
Levon Aronjan (arm. Լևոն Գրիգորի Արոնյան) (Erevan, Armenija, 6. listopada 1982.), armenski je šahovski velemajstor. Trenutno je najbolji armenski šahist. Svjetski je prvak u brzopoteznom šahu.
Trenutni rejting mu je 2812 koji je ujedino i najveci koji je dosegao u karijeri. U rujnu 2011. mu je rejting po FIDA-i bio 2807, po čemu je bio 3. igrač na svijetu na FIDA-inoj ljestvici. Njegova sadašnja pozicija je drugo mjesto na FIDE listi.